# 형일초등학교
형일초등학교는 대한민국 경상북도 구미시에 있는 초등학교다.

## 학교 연혁
- 1993.03.01 형곡서부국민학교로 개교(26학급, 형곡국민학교에서 학생 1,089명 분리)
- 1996.03.01 도교육청 지정 시범학교
- 1996.03.01 형곡서부초등학교로 개명
- 1999.03.01 형일초등학교로 교명 변경
- 2002.09.06 제27회 대한민국 관악경연대회 금상
- 2006.09.06 제31회 대한민국 관악경연대회 대상
- 2010.09.08 제35회 대한민국 관악경영대회 금상
- 2010.10.08 관악부 일본 오츠시 초청 공연
- 2012.09.01 제8대 박인묵 교장 취임
- 2012.10.31 전자도서관 개관
- 2013.08.14 제3회 U-13 국제관악경연대회 금상(최고점수) 수상
- 2013.08.28 제11회 춘천 전국 관악경연대회 대상 수상
- 2013.09.07 제38회 대한민국 관악경연대회 대상 수상
- 2014.02.20 제21회 졸업식(176명, 총 5,133명)
- 2017.05.27 대만 도원시 도원관악페스티벌 참가